# Skotský náhorní skot
Skotský náhorní skot neboli highland cattle je velmi tvrdé a odolné plemeno skotu. Již z jeho názvu je patrné, že pochází ze Skotska, původní oblast chovu zahrnuje západní a střední Skotsko a Hebridy. Archeologické nálezy prokázaly jeho existenci již v 6. století.

## Historie
Highland je původním plemenem skotu. I v moderní době je udržováno v nezměněné podobě a nedošlo ani ke křížení s jinými plemeny, takže je v současnosti významnou genovou rezervou. Ve Velké Británii byl chovatelský svaz náhorního skotu založen už v roce 1884 a v následujícím roce byla první zvířata zapsána v plemenné knize. V současnosti jsou největší populace skotského náhorního skotu chovány ve Spojených státech a Kanadě, v Austrálii a v Evropě je toto plemeno nejvíce chované v Německu, dále v Rakousku, Francii a ve Švýcarsku. Skotský náhorní skot byl dovezen též do České republiky, a to po roce 1991.

## Exteriér
Skotský náhorní skot má tělo malého tělesného rámce. Kohoutková výška by se měla pohybovat mezi 115-120 cm u krav, u býků 125-130 cm. Dospělé krávy dosahují hmotnosti mezi 420-520 kg, býci mívají 650-750 kg. Porážkové váhy 350-400 kg dosahují zvířata ve dvou letech. Dožívají se i 20 a více let, přičemž první připuštění se doporučuje od 2,5 let věku. Základní zbarvení je hnědočervené, mohou se však vyskytovat i různé barevné rázy od plavé až po černou. Celé tělo je pokryto dlouhou, hustou srstí. Hlava je relativně malá, široká s dlouhými rohy, krk má být krátký a silný, končetiny krátké, pevné se širokými paznehty. Plec, zadní kýta a hřbet musí být dobře osvalené, pánev je široká a méně osvalená.

## Užitkovost
Skotský náhorní skot je plemeno s masnou užitkovostí. Nevyznačují se velkou růstovou schopností - průměrný denní přírůstek se běžně pohybuje okolo jednoho kilogramu (v zimním období vlivem sníženého metabolismu 0,2-0,4 kg), proto nejsou vhodní do intenzivního výkrmu. Toto plemeno je charakteristické zejména kvalitou masa s nízkým obsahem tuku a cholesterolu. Maso je jemné, šťavnaté, podobné divočině a je žádané hlavně na steaky. Skotský náhorní skot je pozdní plemeno (první otelení krávy je až kolem 4. roku), ale také dlouhověké (mohou se dožívat až 18 let). Samice se vyznačují snadnými porody a dobrou mateřskou péčí, proto se skotský náhorní skot používá ke křížení s masnými a kombinovanými plemeny, zejména s herefordským a českým strakatým skotem.

## Chov
Skotský náhorní skot je velmi nenáročné plemeno. Hodí se zejména do horských a podhorských oblastí, kde se chová celoročně na pastvě. Pokud je pastva přiměřeně zatížena, nemusí se zvířata ani dokrmovat. Je ovšem nutné zajistit neustálý přístup k vodě. Vzhledem k jejich dlouhé srsti je potřeba highlandům zejména v letních měsících umožnit schovat se do stínu. K rozmnožování se používá nejčastěji kvalitní býk k přirozené plemenitbě.

## Fotogalerie

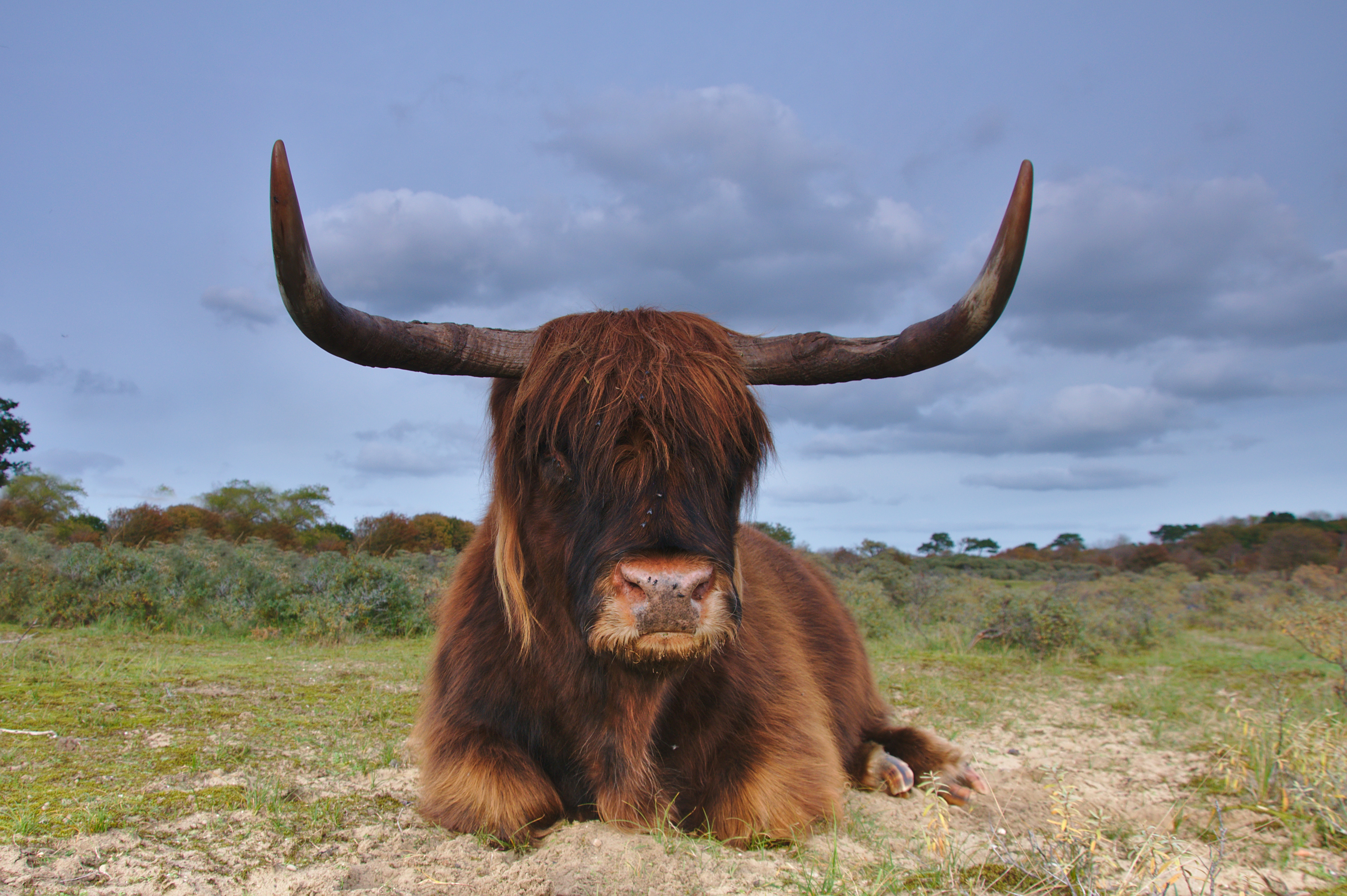
Býk
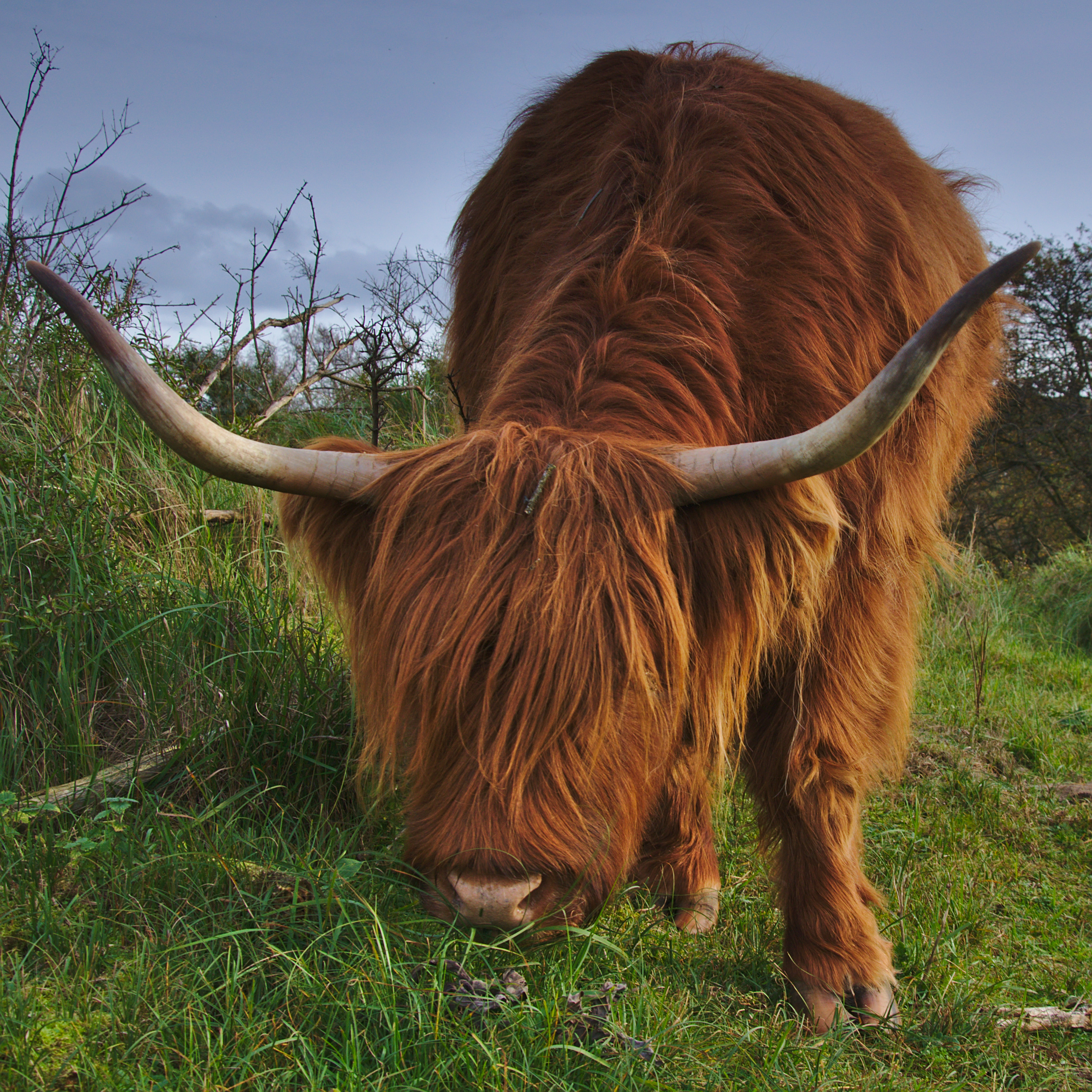
Kráva
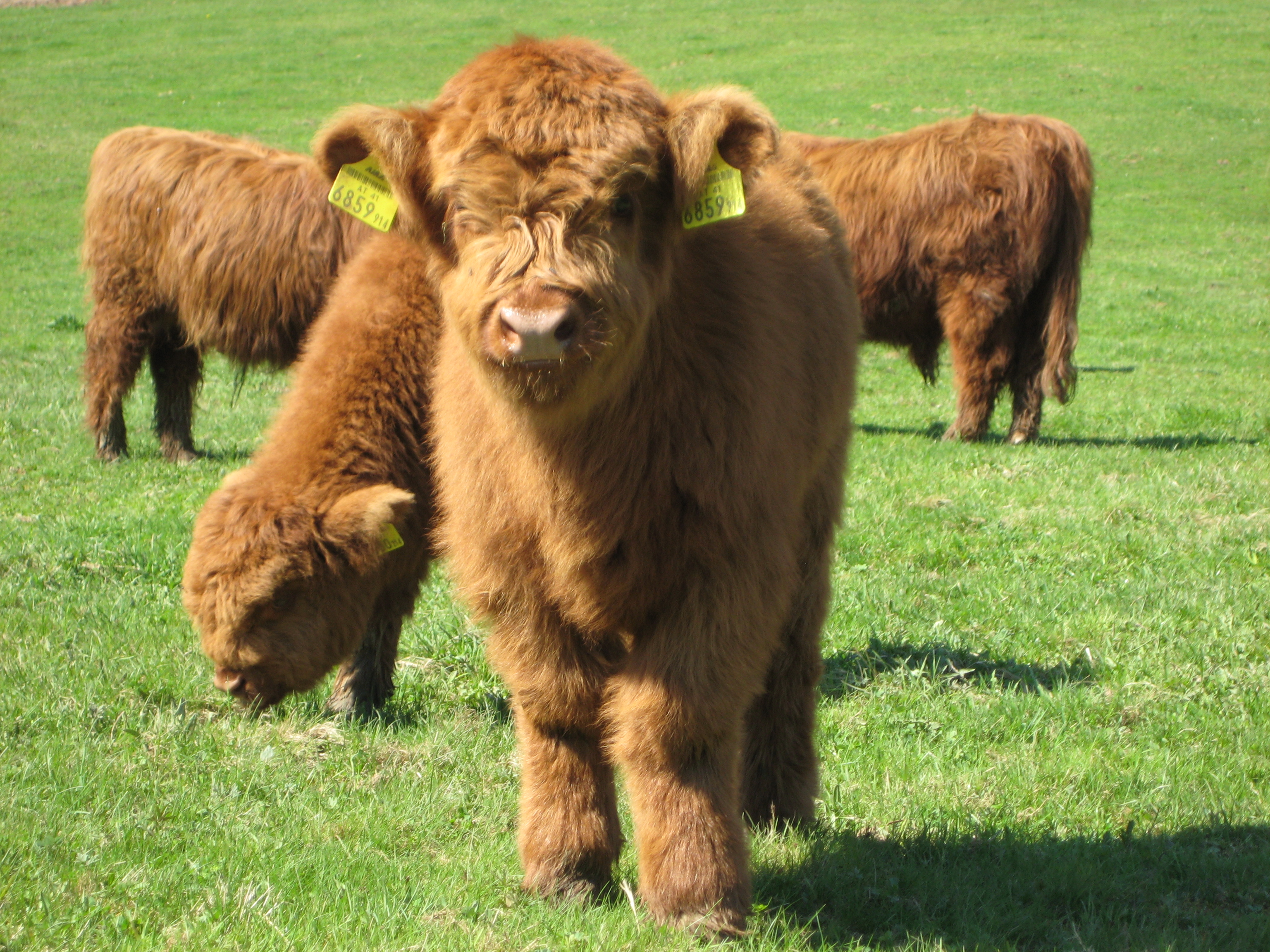
Telata
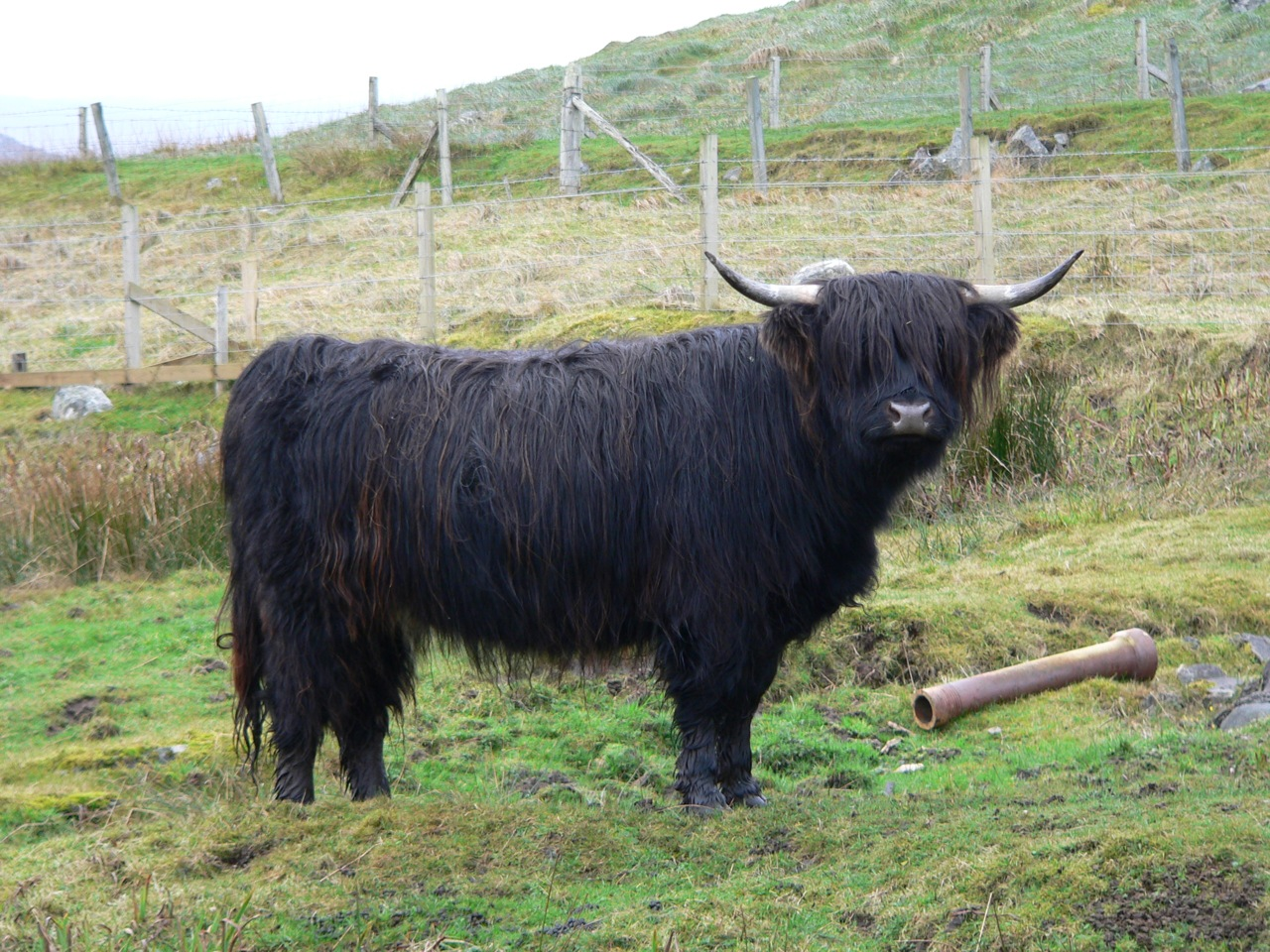
Kráva černého barevného rázu
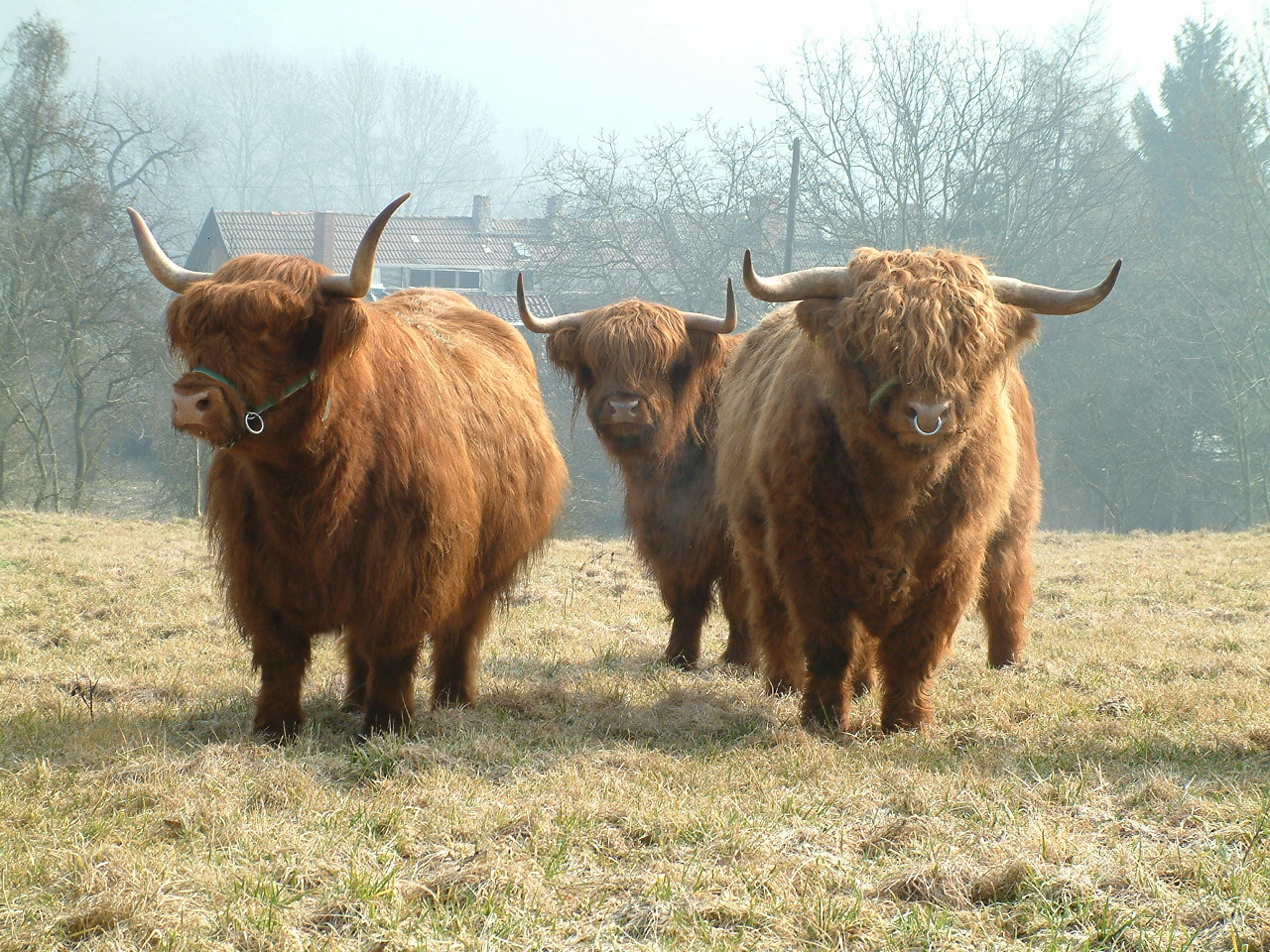
Stádo skotského náhorního skotu